# Jesse Corti
Jose Juan Corti, meglio noto come Jesse Corti (Venezuela, 3 luglio 1955), è un attore e doppiatore venezuelano naturalizzato statunitense.
Nato in Caracas, Venezuela, risiede a New York.
Nel 1986 ha sposato Laura Lyn Deberardino, deceduta l'anno dopo in un incidente ferroviario, provocato dal conducente che guidava sotto gli effetti della marijuana.
Attualmente è sposato con Julietta Marcelli, da cui ha avuto due figli: Jesse David e Avrielle.

## Filmografia parziale

### Attore

#### Cinema
- Revenge - Vendetta, regia di Tony Scott (1990)
- Fuori in 60 secondi (2000)
- Hulk (2003)

#### Televisione
- West Wing - Tutti gli uomini del Presidente (The West Wing) - serie TV, episodio 2x03 (2000)
- CSI: Miami - serie TV, episodio 1x10 (2002)
- Desperate Housewives - serie TV, 1 episodio (2006)

### Doppiatore
- La bella e la bestia (1991)
- Manny tuttofare (3 episodi, 2007-2012)
- Shrek e vissero felici e contenti (2010)
- Frozen - Il regno di ghiaccio (2013)
- Zootropolis (2016)
- Pluto (2023)

## Doppiatori italiani
Nelle versioni in italiano delle opere in cui ha recitato, Jesse Corti è stato doppiato da:
- Massimo Rinaldi in Revenge - Vendetta
- Paolo Buglioni in Law & Order: i due volti della giustizia (ep. 4x10)
- Sandro Iovino in CSI: Miami
- Maurizio Reti in The Shield
- Fabrizio Picconi in 24

Da doppiatore è stato sostituito da:
- Luca Dal Fabbro in Death Stranding, Death Stranding 2: On the Beach
- Elio Pandolfi ne La bella e la bestia
- Raffaele Fallica in Just Cause
- Paolo Marchese in Zootropolis